# 1959年大阪府議会議員選挙
1959年大阪府議会議員選挙（1959ねんおおさかふぎかいぎいんせんきょ）は、大阪府の議決機関である大阪府議会を構成する議員を全面改選するために行われた選挙で、第4回統一地方選挙前半戦投票日である1959年4月23日に投票が行われた。

## 基礎データ
- 告示日：1959年4月3日
- 投票日：1959年4月23日
- 議員定数：86名

## 選挙結果
| 党派 | 党派       | 議席数 |
| ---- | ---------- | ------ |
|      | 自由民主党 | 39     |
|      | 日本社会党 | 30     |
|      | 日本共産党 | 2      |
|      | 諸派       | 6      |
|      | 無所属     | 9      |
| 合計 | 合計       | 86     |